# Laportea medogensis
Laportea medogensis là loài thực vật có hoa trong họ Tầm ma. Loài này được C.J. Chen mô tả khoa học đầu tiên năm 1990.